# Liste des chapitres de Dragon Ball Super
Cet article présente les chapitres composant le manga Dragon Ball Super, dessiné par Toyotarō sur un scénario original d'Akira Toriyama et prépublié mensuellement depuis le 20 juin 2015 dans le magazine V Jump au Japon.
Il s'agit de l'adaptation de la série d'animation faisant office de suite directe au manga Dragon Ball,. Après le premier arc qui rescénarise l'intrigue du film Dragon Ball Z: Battle of Gods,, la série introduit une nouvelle histoire et de nouveaux personnages. L'arc de Dragon Ball Z : La Résurrection de ‘F’ a fait l'objet d'une série "one shot", publié en 3 chapitres dans le V-Jump de février à avril 2015, mais qui, à ce jour, n'a toujours pas fait l'objet une édition reliée.
Bien que Toyotarō suit les grandes lignes de l'histoire de Toriyama pour l'adaptation manga, il possède une certaine liberté dans l'écriture des chapitres, ce qui entraîne quelques variations avec l’anime.
Les titres des chapitres et des tomes non parus en français sont là à titre indicatif et pourront changer lors de la publication francophone.

## Volumes reliés

### Tomes 1 à 10
| no | Japonais         | Japonais          | Français         | Français          |
| no | Date de sortie   | ISBN              | Date de sortie   | ISBN              |
| --- | ---------------- | ----------------- | ---------------- | ----------------- |
| 1 | 4 avril 2016     | 978-4-08-880661-7 | 5 avril 2017     | 978-2-344-01988-7 |
| Titre : Les Guerriers de l'univers 6 (第６宇宙の戦士たち, Dai roku uchū no senshi-tachi) Couverture : Goku et Shenron au premier plan.Liste des chapitres : - Ch. 01 : Le rêve prémonitoire du dieu de la destruction (破壊神の予知夢, Hakaishin no yochimu) - Ch. 02 : La défaite de Goku (孫悟空の敗北, Son Gokū no haiboku) - Ch. 03 : La fureur de Beerus (ビルスの怒り, Birusu no ikari) - Ch. 04 : Battle of Gods (神と神, Kami to Kami) - Ch. 05 : Beerus et Champa (ビルスとシャンパ, Birusu to Shanpa) - Ch. 06 : Préparatifs du tournoi (大会の準備, Taikai no junbi) - Ch. 07 : Les Guerriers de l'univers 6 (第６宇宙の戦士たち, Dai roku uchū no senshi-tachi) - Ch. 08 : Début du tournoi ! (試合開始！, Shiai kaishi!) - Ch. 09 : Goku vs Botamo (悟空ＶＳボタモ, Gokū bāsasu Botamo) - Bonus : Chapitre spécial |                  |                   |                  |                   |
| Quatre ans ont passé depuis le terrible affrontement entre Goku et Majin Boo… Mais après une période de paix, une nouvelle menace s’abat encore sur la Terre. Le terrible dieu de la destruction Beerus, qui est à la recherche du Super Saiyan Divin. Puis le temps passe après la bataille entre Goku et Beerus, et une nouvelle menace plane : cette fois, les ennemis viennent de “l’univers 6” ? En effet, Goku et ses amis participent à un tournoi organisé par le dieu de la destruction de l'univers 6, Champa. Des ennemis encore inconnus font face aux guerriers de l'univers 7, comme par exemple la copie de Freezer de l'univers 6 : Frost. Le premier combat oppose Goku à Botamo, puis avec victoire de Goku arrive le combat entre Goku et Frost. Mais tout comme Freezer, il semblerait que Frost puisse lui aussi se transformer sous plusieurs formes. Goku l'ayant compris, se transforme en Super Saiyan pour obliger Frost à se transformer sous sa forme finale pour rivaliser avec le Super Saiyan. |                  |                   |                  |                   |
| 2 | 2 décembre 2016  | 978-4-08-880867-3 | 5 juillet 2017   | 978-2-344-02318-1 |
| Titre : Annonce de l'univers gagnant !! (優勝宇宙、ついに決定！！, Yūshō uchū, tsui ni kettei!!) Couverture : Les combattants de l'univers 6 au premier plan et Goku en arrière-plan.Liste des chapitres : - Ch. 10 : La vraie nature de Frost (フロストの正体, Furosuto no shōtai) - Ch. 11 : Entrée en scène de Végéta !! (ベジータ登場！！, Bejīta tōjō!!) - Ch. 12 : La fierté des Saïyans (サイヤ人の誇り, Saiya-jin no hokori) - Ch. 13 : L'annonce de l'univers gagnant !! (優勝宇宙、ついに決定！！, Yūshō uchū, tsui ni kettei!!) - Ch. 14 : Un SOS venu du futur (未来からのＳＯＳ, Mirai kara no Esu·Ō·Esu) - Ch. 15 : Un nouvel espoir !! (HOPE！！ 再び, HOPE!! Futabi) - Bonus : Chapitre spécial |                  |                   |                  |                   |
| Le tournoi entre les univers 6 et 7 se poursuit, Vegeta et Goku font de leur mieux pour faire gagner leur équipe dirigée par Beerus. Frost élimine Goku et Piccolo grâce à une arme dissimulée dans son corps. Mais Jaco l'ayant vu, dénonce Frost, ainsi Goku et Piccolo sont donc réintégrés dans le tournoi. Sauf que Piccolo abandonne, donc Végéta s'occupe de Frost et le met hors du ring. Puis d'autres affrontements ont lieu entre Végéta et les autres guerriers de l'univers 6, mais vient enfin le duel tant attendu contre le mystérieux assassin de l'univers 6 : Hit. Mais Végéta se fait rapidement mettre KO. Ainsi, Goku entre sur le ring, et un affrontement épique a lieu sous les yeux ébahis des univers 6 et 7. Mais Goku abandonne pour organiser un autre combat sans règles fixes, mais surtout pour voir à l'œuvre le fameux potentiel de Monaka. Hit, par gratitude envers Goku, abandonne lui aussi, ayant compris que la grande puissance de Monaka était en fait erroné. Le tournoi prend fin, soudainement un mystérieux personnage apparaît sur le ring, Zeno le roi de tout, et explique qu'il souhaiterait refaire un nouveau tournoi, mais cette fois les 12 univers vont y participer. Peu après le tournoi, Trunks du Futur est désespéré face à un nouvel ennemi, appelé Black Goku, qui a tué sa mère Bulma. Il décide de retourner dans le monde parallèle où vivent Goku, Vegeta et les autres, où il était venu pour contrer la menace des Cyborgs, mais il semblerait que le cours de l'histoire entre les deux mondes ait bien changé... |                  |                   |                  |                   |
| 3 | 2 juin 2017      | 978-4-08-881084-3 | 24 janvier 2018  | 978-2-344-02755-4 |
| Titre : Le plan "zéro humain" (人間ゼロ計画, Ningen zero keikaku) Couverture : Goku en voiture au premier plan.Liste des chapitres : - Ch. 16 : Le passé de Trunks du futur (“未来”トランクスの過去, “Mirai” Torankusu no kako) - Ch. 17 : Zamasu, l'apprenti Kaio Shin de l'univers 10 (次期第１０宇宙界王神候補ザマス, Jiki dai-jū uchū Kaiōshin kōho Zamasu) - Ch. 18 : L'identité de Black Goku (ゴクウブラックの正体, Gokū Burakku no shōtai) - Ch. 19 : L'autre Zamasu (もう一人のザマス, Mō hitori no Zamasu) - Ch. 20 : Le plan "Zéro humain" (人間ゼロ計画, Ningen zero keikaku) |                  |                   |                  |                   |
| L'ennemi qui met la Terre à feu et à sang dans le futur parallèle est le sosie parfait de Goku. Ce dernier accompagné de Vegeta suit Trunks pour vaincre ce fameux "Goku Black ". Mais Black se transforme en Super Saiyan 2, à la grande surprise de Goku et Végéta. Puis il se montre sous sa vraie forme et révèle le Super Saiyan Rosé. Quant à Beerus, il fait part de son inquiétude à propos d'un mystérieux Kaio... |                  |                   |                  |                   |
| 4 | 2 novembre 2017  | 978-4-08-881084-3 | 4 juillet 2018   | 978-2-344-03003-5 |
| Titre : La dernière chance vers l'espoir (HOPEへのラストチャンス, Hōpu e no rasuto chansu) Couverture : Goku Black Super Saiyan Rosé et Zamasu au premier plan. Goku Super Saiyan God, Vegeta Super Saiyan God et Trunks du futur en arrière-plan.Liste des chapitres : - Ch. 21 : Le dernier espoir (HOPEへのラストチャンス, Hōpu e no rasuto chansu) - Ch. 22 : Le dernier recours de Zamasu (ザマスの最終手段, Zamasu no saishū shudan) - Ch. 23 : La vraie valeur des potalas (ポタラの真価, Potara no shinka) - Ch. 24 : L'évolution de Son Goku (孫悟空の進化, Son Gokū no shinka) |                  |                   |                  |                   |
| Goku et Végeta repartent dans le futur en compagnie de Trunks, pour prendre leur revanche sur Goku Black et Zamasu. Mais lors du combat Goku Black et Zamasu fusionnent, ainsi commence un combat acharné. Au cours de cette terrible bataille, Végeto renaît de ses cendres et affronte le Zamasu fusionné, mais pour les mortels, la fusion des potaras ne dure qu'une heure seulement. Ainsi Goku poursuit le combat contre son terrible adversaire. |                  |                   |                  |                   |
| 5 | 2 mars 2018      | 978-4-08-881447-6 | 7 novembre 2018  | 978-2-344-03176-6 |
| Titre : La bataille décisive ! Les adieux de Trunks (決戦！さらばトランクス, Kessen! Saraba Torankusu) Couverture : Goku et Zamasu fusionné au premier plan.Liste des chapitres : - Ch. 25 : Goku ou Zamasu ?! (悟空か！？ザマスか！？, Gokū ka!? Zamasu ka!?) - Ch. 26 : Adieu Trunks (決戦！さらばトランクス, Kessen! Saraba Torankusu) - Ch. 27 : Entraînement et vie quotidienne... (修行と日常そして..., Shugyō to nichijō soshite...) - Ch. 28 : Les dieux de la destruction des douze univers (１２宇宙の破壊神, 12 Uchū no hakaishin) - Bonus : Chapitre spécial |                  |                   |                  |                   |
| Après la défaite de Zamasu, Goku part chez Zeno pour lui demander d'organiser le fameux tournoi entre les 12 univers, qu'il avait évoqué après le tournoi de Champa. Mais le Zeno du Futur ne sait pas en quoi consiste un tournoi, ainsi le Grand prêtre annonce un match d'exhibition entre tous les dieux de la destruction, pour donner un avant goût du tournoi du pouvoir. Mais il semblerait que les Dieux de la destruction aient une rancune envers le Dieu de la destruction de l'univers 7, Beerus. |                  |                   |                  |                   |
| 6 | 4 juin 2018      | 978-4-08-881501-5 | 6 février 2019   | 978-2-344-03362-3 |
| Titre : Les super guerriers se rassemblent ! (集まれ超戦士たち！, Atsumare chō senshi-tachi!) Couverture : Goku au premier plan.Liste des chapitres : - Ch. 29 : Toppo, futur dieu de la destruction de l'univers 11 (第１１宇宙破壊神候補トッポ, Dai 11 uchū hakaishin kōho Toppo) - Ch. 30 : Un homme du nom de Jiren (ジレンという男, Jiren to iu otoko) - Ch. 31 : Le rassemblement des super combattants ! (集まれ超戦士たち, Atsumare chō senshi-tachi!) - Ch. 32 : Le rassemblement des super combattants ! 2 (集まれ超戦士たち！2, Atsumare chō senshi-tachi! 2) |                  |                   |                  |                   |
| Le “tournoi du plus fort” organisé par Zen-O est sur le point de commencer !! À la fin du match de présentation disputé par les dieux de la destruction, les règles de la compétition sont déterminées : l’univers gagnant sera épargné tandis que tous les autres seront annihilés. Pour participer, Goku va devoir sélectionner les dix meilleurs guerriers de l’univers 7 (hormis les dieux) et constituer une équipe de choc ! |                  |                   |                  |                   |
| 7 | 4 septembre 2018 | 978-4-08-881501-5 | 2 mai 2019       | 978-2-344-03632-7 |
| Titre : La survie de l'univers ! Le tournoi du pouvoir commence !! (宇宙サバイバル！力の大会開始！, Uchū sabaibaru! Chikara no taikai kaishi!) Couverture : Les douze dieux de la destruction.Liste des chapitres : - Ch. 33 : Début du tournoi pour la survie de l'univers ! (宇宙サバイバル！力の大会開始！, Uchū sabaibaru! Chikara no taikai kaishi!) - Ch. 34 : Le premier univers anéanti (最初の消滅宇宙, Saisho no shōmetsu uchū) - Ch. 35 : Hit vs. Jiren (ヒットvsジレン, Hitto vs Jiren) - Ch. 36 : Des concurrents originaux (個性的な選手たち, Kosei-teki na senshi-tachi) - Bonus : Chapitre spécial |                  |                   |                  |                   |
| Le coup d’envoi du tournoi du plus fort, qui décidera du sort des univers, a été lancé. L’équipe de l’univers 7, celle de Goku, est enfin au grand complet grâce au recrutement de dernière minute d’un ancien ennemi : Freezer est désormais de la partie !! Goku et ses coéquipiers se lancent donc dans une grande battle royale. Mais très vite, Freezer se rapproche de Frost, son alter-ego de l’univers 6. Que vont-ils comploter tous les deux ?! |                  |                   |                  |                   |
| 8 | 4 décembre 2018  | 978-4-08-881649-4 | 3 juillet 2019   | 978-2-344-03711-9 |
| Titre : Prémices de l'éveil de Son Goku (孫悟空覚醒の“兆”, Son Gokū kakusei no “Kizashi”) Couverture : Goku et Krilin au premier plan dans un parc d'attraction.Liste des chapitres : - Ch. 37 : Kale s'éveille au Super Saiyan (覚醒・超サイヤ人ケール, Kakusei・Sūpā saiyahito Kēru) - Ch. 38 : L’ultime recours de l'Univers 6 (第６宇宙の最終手段, Dai-roku uchū no saishū shudan) - Ch. 39 : Prémices de l'éveil de Son Gokû (孫悟空覚醒の“兆”, Son Gokū kakusei no “Kizashi”) - Ch. 40 : Jiren VS l’univers 7 (ジレンＶＳ第7宇宙, Jiren bāsasu dai nana uchū) |                  |                   |                  |                   |
| Tous les plus grands combattants des douze univers se sont réunis pour disputer le tournoi du plus fort. Mais lorsque Kale, une saiyanne de l’univers 6, se met à perdre la tête, elle élimine les autres participants les uns après les autres. L’équipe de Goku, celle de l’univers 7, ne compte plus que six guerriers. Vont-ils décrocher la victoire pour assurer la survie de leur univers ?! |                  |                   |                  |                   |
| 9 | 4 avril 2019     | 978-4-08-881811-5 | 20 novembre 2019 | 978-2-344-03882-6 |
| Titre : Conclusion et dénouement (決着と結末, Ketchaku to ketsumatsu) Couverture : Goku et Jiren au premier plan.Liste des chapitres : - Ch. 41 : Le réflexe transcendantal (身勝手の極意, Migatte no gokui) - Ch. 42 : Conclusion et dénouement (決着と結末, Ketchaku to ketsumatsu) - Ch. 43 : On intègre la patrouille galactique! (銀河パトロール入隊!, Ginga patorōru nyūtai!) - Ch. 44 : Moro, l'évadé (脱獄囚モロ, Datsugoku shū Moro) |                  |                   |                  |                   |
| L’univers 7 (celui de Goku) et l’univers 11 (celui de Jiren) sont les deux derniers concurrents du tournoi du plus fort. Face à Jiren et sa puissance écrasante, Goku active enfin le réflexe transcendantal, mais cela suffira-t-il à lui tenir tête ?! De retour sur Terre, d’autres ennuis attendent nos héros : cette fois, c’est Majin Boo qui est en danger ! |                  |                   |                  |                   |
| 10 | 2 aout 2019      | 978-4-08-882034-7 | 5 février 2020   | 978-2-344-04129-1 |
| Titre : Le voeu de Moro (モロの願い, Moro no Negai) Couverture : Merus au 1 er plan, et Goku, Vegeta et Moro en arrière plan.Liste des chapitres : - Ch. 45 : La magie de Moro (モロの魔法, Moro no mahō) - Ch. 46 : La planète Namek dépérit (衰耗するナメック星, Suikō-suru Namekku-sei) - Ch. 47 : Main basse sur les Dragon Balls (奪われたドラゴンボール, Ubawareta Doragon Bōru) - Ch. 48 : Le vœu de Moro (モロの願い, Moro no Negai) |                  |                   |                  |                   |
| Moro, un dangereux criminel capturé il y a dix millions d’années, s’est évadé de la prison galactique. Convoitant les Dragon Balls pour récupérer la totalité de ses pouvoirs, il se dirige vers la nouvelle planète Namek. Goku et Vegeta se rendent sur place pour le contrer, mais voilà que Moro absorbe leur énergie ! |                  |                   |                  |                   |

### Tomes 11 à 20
| no | Japonais        | Japonais          | Français         | Français          |
| no | Date de sortie  | ISBN              | Date de sortie   | ISBN              |
| --- | --------------- | ----------------- | ---------------- | ----------------- |
| 11 | 4 décembre 2019 | 978-4-08-882154-2 | 1er juillet 2020 | 978-2-344-04326-4 |
| Titre : La grande évasion (大脱走, Dai Dassō) Couverture : Goku mangeant un burger au premier plan, Vegeta dans une voiture au second plan et Satan renversant un plateau de fast-food.Liste des chapitres : - Ch. 49 : Le combat spatial (宇宙空間バトル, Uchū Kūkan Batoru) - Ch. 50 : La grande évasion (大脱走, Dai Dassō) - Ch. 51 : Chacun de son côté (それぞれの行動, Sorezore no Kōdō) - Ch. 52 : Les entraînements de Goku et Vegeta (悟空とベジータの修業, Gokū to Bejīta no Shugyō)                                                                                      |                 |                   |                  |                   |
| Le combat contre le terrible criminel Moro fait toujours rage, et le Dai Kaio Shin endormi au fond de Boo s’est même joint à la danse. Le lieu de l’action quitte le vide sidéral pour se déplacer sur la nouvelle planète Namek. Mais Moro, grâce à son troisième vœu, a pris le dessus sur Goku et Vegeta. Voilà maintenant qu’il a disparu sans laisser de trace !! Goku et ses amis ont-ils une chance d’en venir à bout ?! |                 |                   |                  |                   |
| 12 | 3 avril 2020    | 978-4-08-882264-8 | 4 novembre 2020  | 978-2-344-04443-8 |
| Titre : L'identité de Merus (メルスの正体, Merusu no Shōtai) Couverture : Goku et Vegeta (en costume de Yardrat) au premier plan.Liste des chapitres : - Ch. 53 : Le gang galactique de Saganbo (サガンボ銀河強盗団, Saganbo Ginga Gōtō-dan) - Ch. 54 : Gohan VS Seven-Three (孫梧飯ＶＳセブンスリー, Son Gohan buiesu Sebunsurī) - Ch. 55 : La véritable identité de Merus (メルスの正体, Merusu no Shōtai) - Ch. 56 : Rassemblement des guerriers de la terre (地ち球きゅう戦せん士し集しゅう結けつ, Chikyū Senshi Shūketsu)                                                       |                 |                   |                  |                   |
| Le criminel Moro et les évadés de la prison galactique qui sont maintenant à son service sillonnent l’univers à la recherche de planètes riches en énergie vitale !! C’est ainsi que débarquent sur Terre une bande de bandits galactiques, dont Seven-Three qui possède le pouvoir de copier les aptitudes de ses adversaires. En l’absence de Goku, Piccolo et les autres doivent y faire face ! |                 |                   |                  |                   |
| 13 | 4 aout 2020     | 978-4-08-882391-1 | 3 février 2021   | 978-2-344-04643-2 |
| Titre : Combats divers (それぞれの闘い, Sorezore no Tatakai) Couverture : Goku Vegeta et Moro au premier plan et les autres protagonistes de l'arc au second plan.Liste des chapitres : - Ch. 57 : Les combats abondent (それぞれの闘い, Sorezore no Tatakai) - Ch. 58 : L'arrivée de Son Goku (孫悟空到着, Son Gokū Tōchaku) - Ch. 59 : Activation! Les prémices de l'Ultra instinct (話 発動！身勝手の極意"兆", Hatsudō! Migatte no Gokui "Chō") - Ch. 60 : L'erreur de calcul de Merus (メルスの誤算, Merusu no Gosan)                                                            |                 |                   |                  |                   |
| Une rude bataille vient d’éclater entre les hommes de Moro et les guerriers terriens ! Sans compter que Moro, leur chef, s’est finalement décidé à quitter son vaisseau pour se mêler au combat. Face à Saganbo et Moro, Gohan et ses amis ont beaucoup de mal à lutter. Goku et Vegeta parviendront-ils à rentrer à temps pour sauver la planète ?! |                 |                   |                  |                   |
| 14 | 4 décembre 2020 | 978-4-08-882391-1 | 7 juillet 2021   | 978-2-344-04862-7 |
| Titre : Le patrouilleur Galactique Son Goku (銀河パトロール孫悟空, Ginga Patorōru Son Gokū) Couverture : Goku (en costume de patrouilleur Galactique) et Jaco au premier plan, les autres protagonistes au second plan avec deux vaisseaux de la Patrouille Galactique.Liste des chapitres : - Ch. 61 : Vegeta renaît (新生ベジータ, Shinsei Bejīta) - Ch. 62 : Au bord de la défaite (絶体絶命, Zettai Zetsumei) - Ch. 63 : La résolution de Merus (メルスの覚悟, Merusu no Kakugo) - Ch. 64 : Son Goku de la patrouille galactique (銀河パトロール孫悟空, Ginga Patorōru Son Gokū) |                 |                   |                  |                   |
| Vegeta est de retour sur Terre avec une toute nouvelle technique grâce à laquelle il compte bien prendre sa revanche sur Moro. À l’aide de la dissociation forcée de l’esprit, il prive Moro d’une grande partie de sa puissance. Mais l’ennemi a plus d’une corde à son arc… Il a gardé Seven-Three comme réserve d’énergie, et plus encore ! |                 |                   |                  |                   |
| 15 | 2 avril 2021    | 978-4-08-882606-6 | 10 novembre 2021 | 978-2-344-04900-6 |
| Titre : Moro l'Astrophage (星喰いのモロ, Hoshikui no Moro) Couverture : Goku et Moro.Liste des chapitres : - Ch. 65 : Son Goku le Terrien (地球人 孫悟空, Chikyūjin Son Gokū) - Ch. 66 : Moro l'astrophage (星喰いのモロ, Hoshikui no Moro) - Ch. 67 : Le dénouement, et la suite... (大団円そして…, Daidan'en soshite…) - Ch. 68 : Granola le survivant (生残者グラノラ, Seizansha Guranora) |                 |                   |                  |                   |
| Après avoir parfaitement maîtrisé le réflexe transcendantal, Goku parvient à repousser Moro. Mais dans son bras gauche qui avait été sectionné, Moro avait stocké les capacités de Merus, desquels il tire le réflexe transcendantal à son tour. Comment Goku réagira-t-il face au pouvoir divin ? |                 |                   |                  |                   |
| 16 | 4 août 2021     | 978-4-08-882744-5 | 2 mars 2022      | 978-2-344-05196-2 |
| Titre : Le meilleur guerrier de l'univers (宇宙一の戦士, Uchūichi no Senshi) Couverture : Granolah, Gokû et Vegeta.Liste des chapitres : - Ch. 69 : L'évolution de la planète céréale (シリアル星の遷移, Shiriaru-sei no Sen'i) - Ch. 70 : Le guerrier le plus fort de l'univers (宇宙一の戦士, Uchūichi no Senshi) - Ch. 71 : Le plan des Heeters (ヒーターの計画, Hītā no keikaku) - Ch. 72 : Saiyans et Céréalien (サイヤ人とシリアル人, Saiya-jin to Shiriaru-jin) |                 |                   |                  |                   |
| Seul survivant des Cerealiens, un peuple massacré par les Saiyans et l’armée de Freezer, Granola utilise les Dragon Balls de la planète Cereal pour devenir le meilleur guerrier de l’univers et assouvir sa vengeance. De leur côté, Goku et Vegeta reçoivent une mission de la part des Heater, qui leur demandent d’éliminer Granola ! |                 |                   |                  |                   |
| 17 | 3 décembre 2021 | 978-4-08-882858-9 | 6 juillet 2022   | 978-2-344-05370-6 |
| Titre : Le pouvoir du dieu de la Destruction (サイヤ破壊の神の力, hakai no kami no chikara) Couverture : Gokû, Vegeta, Granolah, Macki, Oil, Elec et Gas.Liste des chapitres : - Ch. 73 : Goku vs Granolah (サイヤ悟空vsグラノラ, Gokū vs Guranora) - Ch. 74 : Vegeta vs Granolah (サイヤベジータvsグラノラ, Bejīta vs Guranora) - Ch. 75 : Le pouvoir du dieu de la Destruction (サイヤ破壊の神の力, hakai no kami no chikara) - Ch. 76 : Le destin des Saiyans (サイヤ人の宿命, Saiya-jin no Shukumei)                                                                             |                 |                   |                  |                   |
| Goku et Vegeta se battent sur la planète céréale contre Granola qui est devenu le plus puissant de l’univers. Ils mènent un féroce combat contre un Granola qui ne brûle que par la vengeance, ne laissant pas les malentendus se dissiper. |                 |                   |                  |                   |
| 18 | 4 avril 2022    | 978-4-08-883092-6 | 2 novembre 2022  | 978-2-344-05566-3 |
| Titre : Bardack, le père de Goku (悟空の父バーダック, Gokū no Chichi Bādakku) Couverture : Bardock, Granolah et Gokû.Liste des chapitres : - Ch. 77 : Bardock, le père de Goku (悟空の父バーダック, Gokū no Chichi Bādakku) - Ch. 78 : Souhait de Gas (ガスの願い, Gasu no Negai) - Ch. 79 : Gas vs Granola (ガスVSグラノラ, Gasu VS Guranora) - Ch. 80 : Gas vs Granola 2 (ガスVSグラノラ 2, Gasu VS Guranora 2) |                 |                   |                  |                   |
| Le combat de Granola contre les Saiyans atteint son point culminant. Alors que le Cerealien est sur le point de porter un coup fatal à Vegeta, Monite arrive et révèle un détail très important de leur passé ! |                 |                   |                  |                   |
| 19 | 4 août 2022     | 978-4-08-883215-9 | 15 février 2023  | 978-2-344-05690-5 |
| Titre : La fierté d'un peuple (民族の誇り, Minzoku no Hokori) Couverture : Chichi, Goten, Gokû, Gohan, Gine, Bardock et Raditz.Liste des chapitres : - Ch. 81 : Le conflit de Goku (悟空の争い, Gokū no Arasoi) - Ch. 82 : Bardock vs Gas (バダックvsガス, Bādakku vs Gasu) - Ch. 83 : Bardock vs Gas 2 (バダックvsガス2, Bādakku vs Gasu Tsū) - Ch. 84 : La fierté du peuple guerrier (民族の誇り, Minzoku no Hokori) |                 |                   |                  |                   |
| 20 | 3 mars 2023     | 978-4-08-883470-2 | 23 août 2023     | 978-2-344-05959-3 |
| Titre : Combat à pleine puissance (全力戦, Zenryokusen) Couverture : Vegeta, Granolah, Gas, Goku et Bardock.Liste des chapitres : - Ch. 85 : A chacun sa réponse (それぞれの答え, Sorezore no Kotae) - Ch. 86 : Bataille à pleine puissance (全力戦, Zenryokusen) - Ch. 87 : Le plus fort de l'univers apparaît (宇宙一の戦士 発現, Uchūichi no Senshi Hatsugen) - Ch. 88 : La naissance des super-héros (スーパーヒーロー誕生, Sūpā Hīrō Tanjō) |                 |                   |                  |                   |
| Afin de vaincre Gas qui est devenu le plus fort de l’univers, Goku et Vegeta luttent pour faire évoluer leur Ultra Instinct et Ultra Ego. Et, Granola rejoint à nouveau la bataille… !? De l’autre côté, sur Terre, deux héros commencent à se faire connaître !? Un nouveau chapitre commence sur Terre !! |                 |                   |                  |                   |

### Tomes 21 à aujourd'hui
| no | Japonais        | Japonais          | Français         | Français          |
| no | Date de sortie  | ISBN              | Date de sortie   | ISBN              |
| --- | --------------- | ----------------- | ---------------- | ----------------- |
| 21 | 4 août 2023     | 978-4-08-883601-0 | 7 février 2024   | 978-2-344-06220-3 |
| Titre : Contre. Dr Hedo (対決Dr.ヘド, Taiketsu Dr. Hedo) Couverture : Goten, Trunks et Mai.Liste des chapitres : - Ch. 89 : Un rival apparait! (ライバル出現!, Raibaru Shutsugen!) - Ch. 90 : Contre. Dr Hedo (対決Dr.ヘド, Taiketsu Dr. Hedo) - Ch. 91 : Le renouveau de l'armée du Red Ribbon (復活したRR軍！！, Fukkatsu Shita Reddo Ribon Gun!!) - Ch. 92 : Les nouveaux androïdes (新たなる人造人間, Aratanaru Jinzōningen)                                                        |                 |                   |                  |                   |
| 22 | 4 décembre 2023 | 978-4-08-883744-4 | 3 juillet 2024   | 978-2-344-06446-7 |
| Titre : Les maître et disciple les plus puissants (最強の師弟, Saikyō no Shitei) Couverture : Piccolo, Gohan, Pan, Gamma 1, Gamma 2 et Cell Max.Liste des chapitres : - Ch. 93 : Pan et l'opération kidnapping (パン誘拐作戦, Pan Yūkai Sakusen) - Ch. 94 : Éveille toi, Son Gohan (目覚めよ! 孫悟飯, Mezameyo! Son Gohan) - Ch. 95 : Les maître et disciple les plus puissants (最強の師弟, Saikyō no Shitei) - Ch. 96 : Les Saiyamen arrivent ! (サイヤマン参戦！, Saiyaman Sansen!)  |                 |                   |                  |                   |
| 23 | 4 avril 2024    | 978-4-08-883885-4 | 5 mars 2025      | 978-2-344-06679-9 |
| Titre : L'éveil ultime de Son Gohan ! (超覚醒！孫悟飯, Chō Kakusei! Son Gohan) Couverture : Piccolo, Gohan, Goten, Trunks et Cell Max.Liste des chapitres : - Ch. 97 : Déchaîné Cell Max (暴走セルマックス, Bōsō Seru Makkusu) - Ch. 98 : La résolution de Gamma 2 (ガンマ2号の覚悟, Ganma Ni-Gō no Kakugo) - Ch. 99 : L'éveil ultime de Son Gohan ! (超覚醒！孫悟飯, Chō Kakusei! Son Gohan) - Ch. 100 : Explosion ! — Lumière de la mort ! (炸裂!魔貫光殺砲, Sakuretsu! Makankōsappō) |                 |                   |                  |                   |
| 24 | 4 avril 2025    | 978-4-08-884493-0 | 19 novembre 2025 | 978-2344070970    |
| Liste des chapitres : - Ch. 101 : Carmin et Soldat 15 (カーマインと15番, Kāmain to Jūgo-Ban) - Ch. 102 : Son Goku contre Son Gohan (孫悟空ＶＳ孫悟飯, Son Gokū Bāsasu Son Gohan) - Ch. 103 : Un héritage vers l'avenir (未来への継承, Mirai e no Keishō) - Ch. 104 : La naissance de Saiyamen X (サイヤマンXの誕生!, Saiyaman Ekkusu no Tanjō!) |                 |                   |                  |                   |
| - | -               |                   |                  |                   |

### Édition japonaise
1. 1 2  « Dragon Ball Super – Tome 1 » sur Books.shueisha.co.jp.
2. 1 2  « Dragon Ball Super – Tome 2 » sur Books.shueisha.co.jp.
3. 1 2  « Dragon Ball Super – Tome 3 » sur Books.shueisha.co.jp.
4. 1 2  « Dragon Ball Super – Tome 4 » sur Books.shueisha.co.jp.
5. 1 2  « Dragon Ball Super – Tome 5 » sur Books.shueisha.co.jp.
6. 1 2  « Dragon Ball Super – Tome 6 » sur Books.shueisha.co.jp.
7. 1 2  « Dragon Ball Super – Tome 7 » sur Books.shueisha.co.jp.
8. 1 2  « Dragon Ball Super – Tome 8 » sur Books.shueisha.co.jp.
9. 1 2  « Dragon Ball Super – Tome 9 » sur Books.shueisha.co.jp.
10. 1 2  « Dragon Ball Super – Tome 10 » sur Books.shueisha.co.jp.
11. 1 2  « Dragon Ball Super – Tome 11 » sur Books.shueisha.co.jp.
12. 1 2  « Dragon Ball Super – Tome 12 » sur Books.shueisha.co.jp.
13. 1 2  « Dragon Ball Super – Tome 13 » sur Books.shueisha.co.jp.
14. 1 2  « Dragon Ball Super – Tome 14 » sur Books.shueisha.co.jp.
15. 1 2  « Dragon Ball Super – Tome 15 » sur Books.shueisha.co.jp.
16. 1 2  « Dragon Ball Super – Tome 16 » sur Books.shueisha.co.jp.
17. 1 2  « Dragon Ball Super – Tome 17 » sur Books.shueisha.co.jp.
18. 1 2  « Dragon Ball Super – Tome 18 » sur Books.shueisha.co.jp.
19. 1 2  « Dragon Ball Super – Tome 19 » sur Books.shueisha.co.jp.
20. 1 2  « Dragon Ball Super – Tome 20 » sur Books.shueisha.co.jp.
21. 1 2  « Dragon Ball Super – Tome 21 » sur Books.shueisha.co.jp.
22. 1 2  « Dragon Ball Super – Tome 22 » sur Books.shueisha.co.jp.
23. 1 2  « Dragon Ball Super – Tome 23 » sur Books.shueisha.co.jp.
24. 1 2  « Dragon Ball Super – Tome 24 » sur Books.shueisha.co.jp.

### Édition française
1. 1 2  « Dragon Ball Super – Tome 1 » sur glenatmanga.com.
2. 1 2  « Dragon Ball Super – Tome 2 » sur glenatmanga.com.
3. 1 2  « Dragon Ball Super – Tome 3 » sur glenatmanga.com.
4. 1 2  « Dragon Ball Super – Tome 4 » sur glenatmanga.com.
5. 1 2  « Dragon Ball Super – Tome 5 » sur glenatmanga.com.
6. 1 2  « Dragon Ball Super – Tome 6 » sur glenatmanga.com.
7. 1 2  « Dragon Ball Super – Tome 7 » sur glenatmanga.com.
8. 1 2  « Dragon Ball Super – Tome 8 » sur glenatmanga.com.
9. 1 2  « Dragon Ball Super – Tome 9 » sur glenatmanga.com.
10. 1 2  « Dragon Ball Super – Tome 10 » sur glenatmanga.com.
11. 1 2  « Dragon Ball Super – Tome 11 » sur glenatmanga.com.
12. 1 2  « Dragon Ball Super – Tome 12 » sur glenatmanga.com.
13. 1 2  « Dragon Ball Super – Tome 13 » sur glenatmanga.com.
14. 1 2  « Dragon Ball Super – Tome 14 » sur glenatmanga.com.
15. 1 2  « Dragon Ball Super – Tome 15 » sur glenatmanga.com.
16. 1 2  « Dragon Ball Super – Tome 16 » sur glenatmanga.com.
17. 1 2  « Dragon Ball Super – Tome 17 » sur glenatmanga.com.
18. 1 2  « Dragon Ball Super – Tome 18 » sur glenatmanga.com.
19. 1 2  « Dragon Ball Super – Tome 19 » sur glenatmanga.com.
20. 1 2  « Dragon Ball Super – Tome 20 » sur glenatmanga.com.
21. 1 2  « Dragon Ball Super – Tome 21 » sur glenatmanga.com.
22. 1 2  « Dragon Ball Super – Tome 22 » sur glenatmanga.com.
23. 1 2  « Dragon Ball Super – Tome 23 » sur glenatmanga.com.